# عراد، اسرائیل

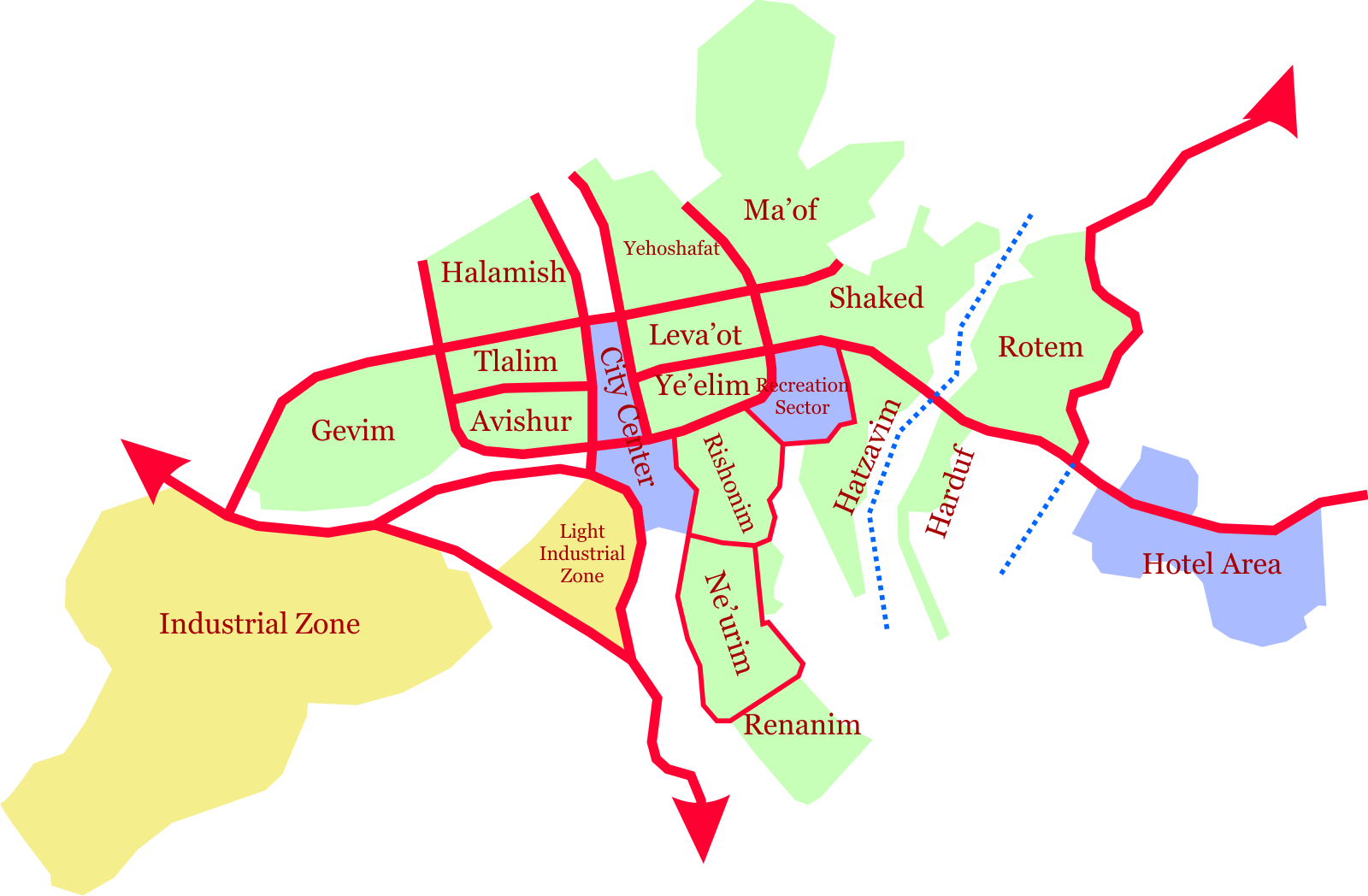
نقشه‌ای از محلات شهر عراد در جنوب شرقی اسرائیل.

عراد (در عبری: ערד) نام شهر مُدرنی در استان جنوبی اسرائیل است که در منطقه صحرای نگب و از غرب در ۲۵ کیلومتری دریای مرده و از شرق در ۴۵ کیلومتری شهر بئرشبع قرار دارد.

## نگارخانه

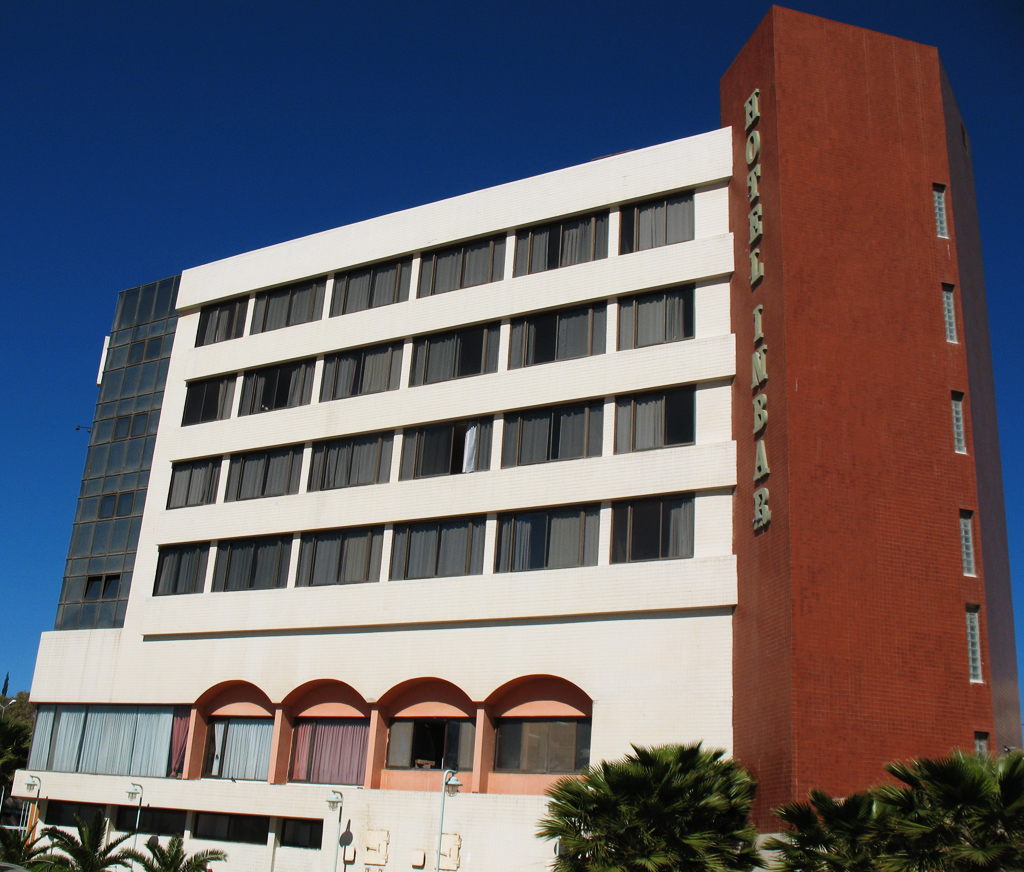
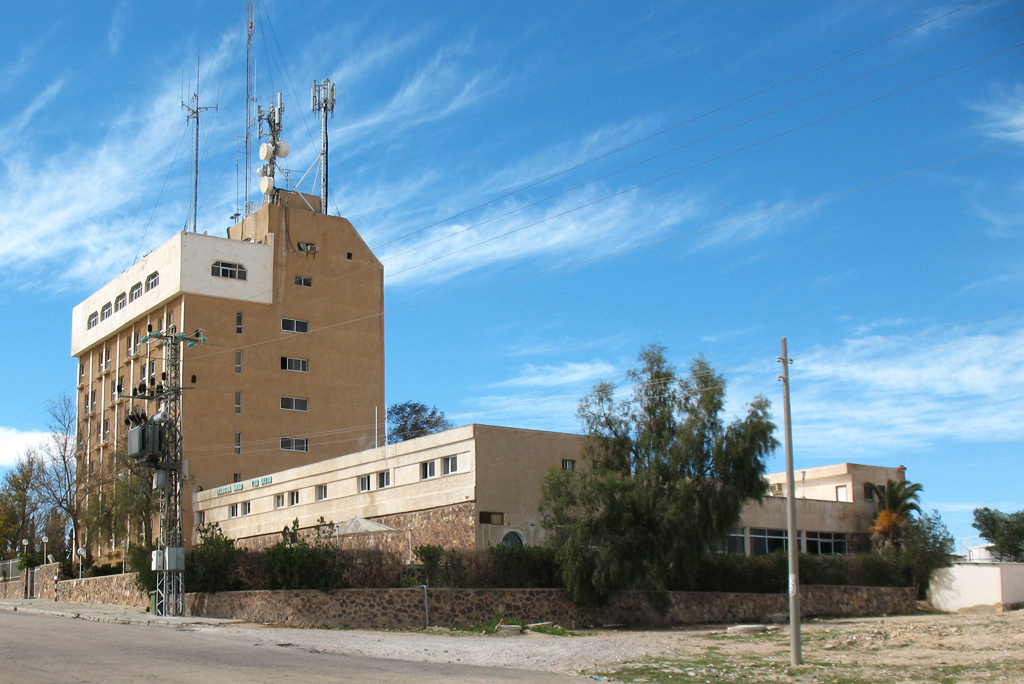
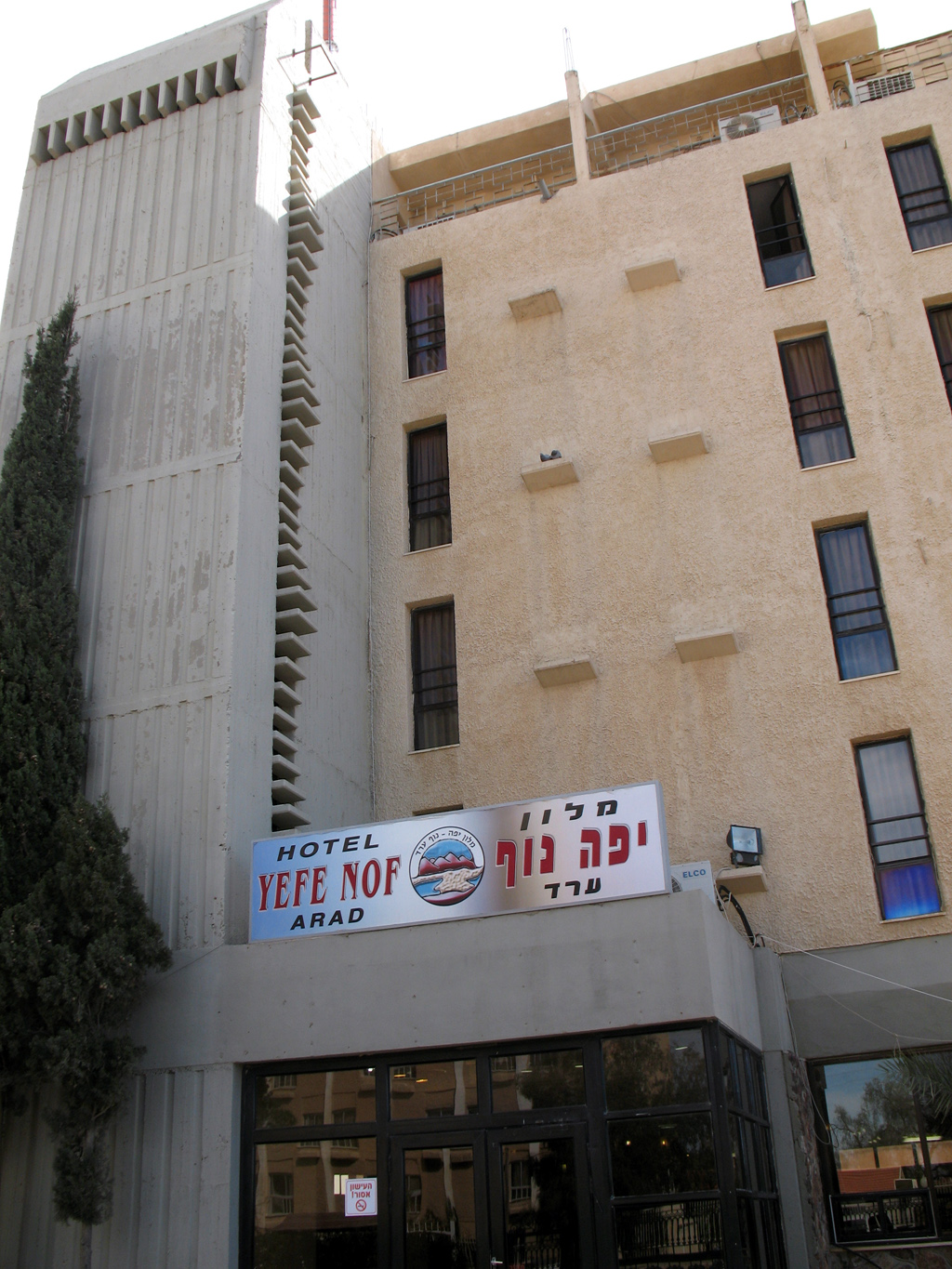
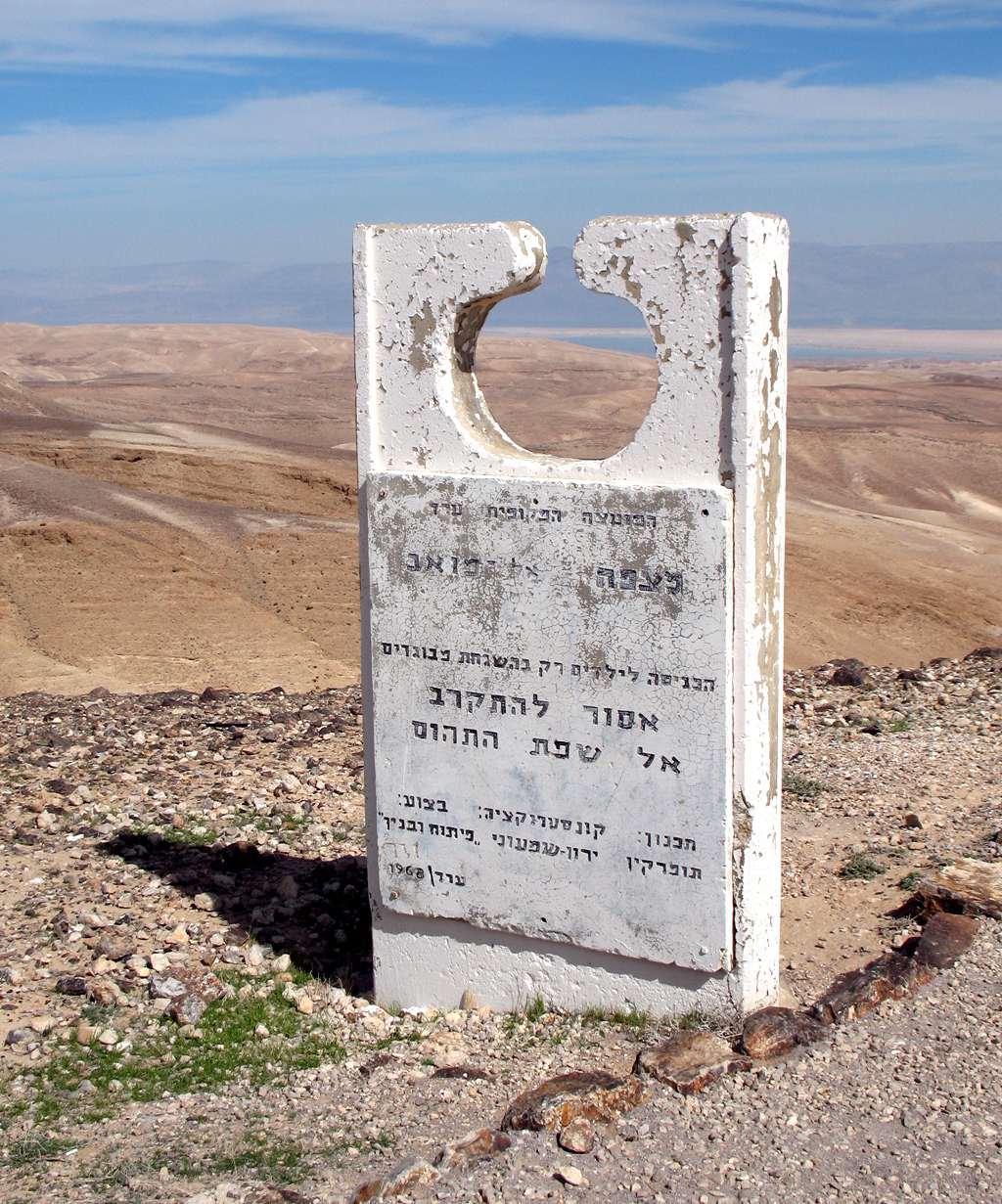